# Minnewaterpark

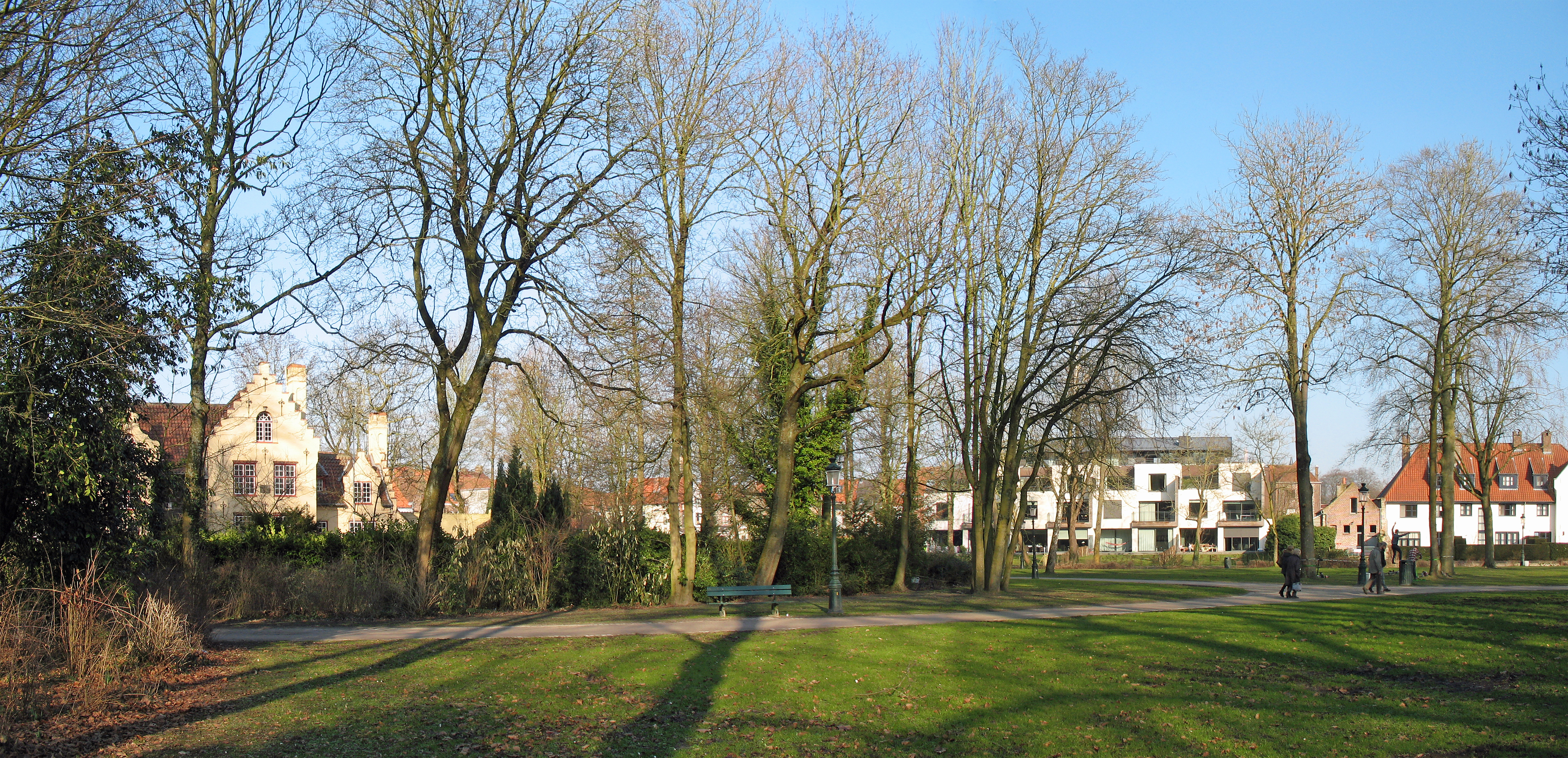
Minnewaterpark

Der Minnewaterpark ist ein Stadtpark im Süden des historischen Stadtzentrums von Brügge, der an das historische Gewässer Minnewater angrenzt.

## Beschreibung und Geschichte
Viele Jahrhunderte lang wurde das Gelände des heutigen Minnewater-Parks als Bleichwiese genutzt. Die älteste Erwähnung dieses Begriffs stammt aus dem Jahr 1580. Bis Anfang des 20. Jahrhunderts wurde das Gelände noch als Bleicherei genutzt. Dann wurde es aufgeteilt und ging in den Besitz verschiedener Eigentümer über. Auf einem Teil davon ließ Ludovic Fraeys de Veubeke ein Schloss im neugotischen Stil, Het Fraeyhuis, errichten und einen Garten anlegen.
Das Schloss wurde 1969 abgerissen. Das Torhaus und ein Teil der Linden im Garten blieben erhalten. Dieser Abriss entsprach der Abrissmentalität der 1960er Jahre. Der Sonderentwicklungsplan Minnewater sah für dieses Gebiet eine Zone mit lockerer Wohnbebauung vor.
Anfang der 1970er Jahre stellte sich der Stadtrat und insbesondere Bürgermeister Michel Van Maele die Frage, ob die Errichtung eines Villenvororts noch gerechtfertigt sei und ob man nicht im Gegenteil die Anlage eines öffentlichen Parks vorziehen sollte. Mit Urkunde vom 9. August 1974 wurde die Stadt Eigentümerin des 1,55 Hektar großen Grundstücks.
Mit der Gestaltung des Parks wurden zwei Ziele verfolgt: zum einen die Vervollständigung der touristischen Fußgängerroute in der Nähe des Minnewassers und zum anderen die Schaffung einer Grünzone mit verschiedenen passiven Erholungsfunktionen. Anhand der wertvollen Überreste der Gartenanlage des Fraeyhuis wurde die Grundstruktur des neuen Parks skizziert.
Mit dem Bau wurde 1977 begonnen, und 1979 wurde der Park eröffnet. Kurze Zeit später wurde der Park durch den Kauf zweier angrenzender Grundstücke um einen weiteren halben Hektar erweitert.
Dank des Titels Kulturhauptstadt Europas für Brügge im Jahr 2002 konnte der angrenzende Teil der Kanalinsel, auf der anderen Seite des Brügger Kanals, dem Bargeplein, als Empfangsbereich für die vielen Touristen, die Brügge mit dem Bus besuchen, eingerichtet werden. Über die markante Brückenkonstruktion der Bargebrug gelangen sie problemlos in den Minnewaterpark, um ihre touristische Erkundung zu beginnen.
Außer über den Katelijnevest-Kanal ist der Minnewaterpark vom historischen Stadtzentrum aus auch über die Straße Minnewater zu erreichen; weiter über einen Fußweg von der Arsenaalstraat, über eine kleine Brücke vom Colettijnenhof und durch das alte Eingangstor, das den Park entlang der Straße Katelijnevest abschließt. 

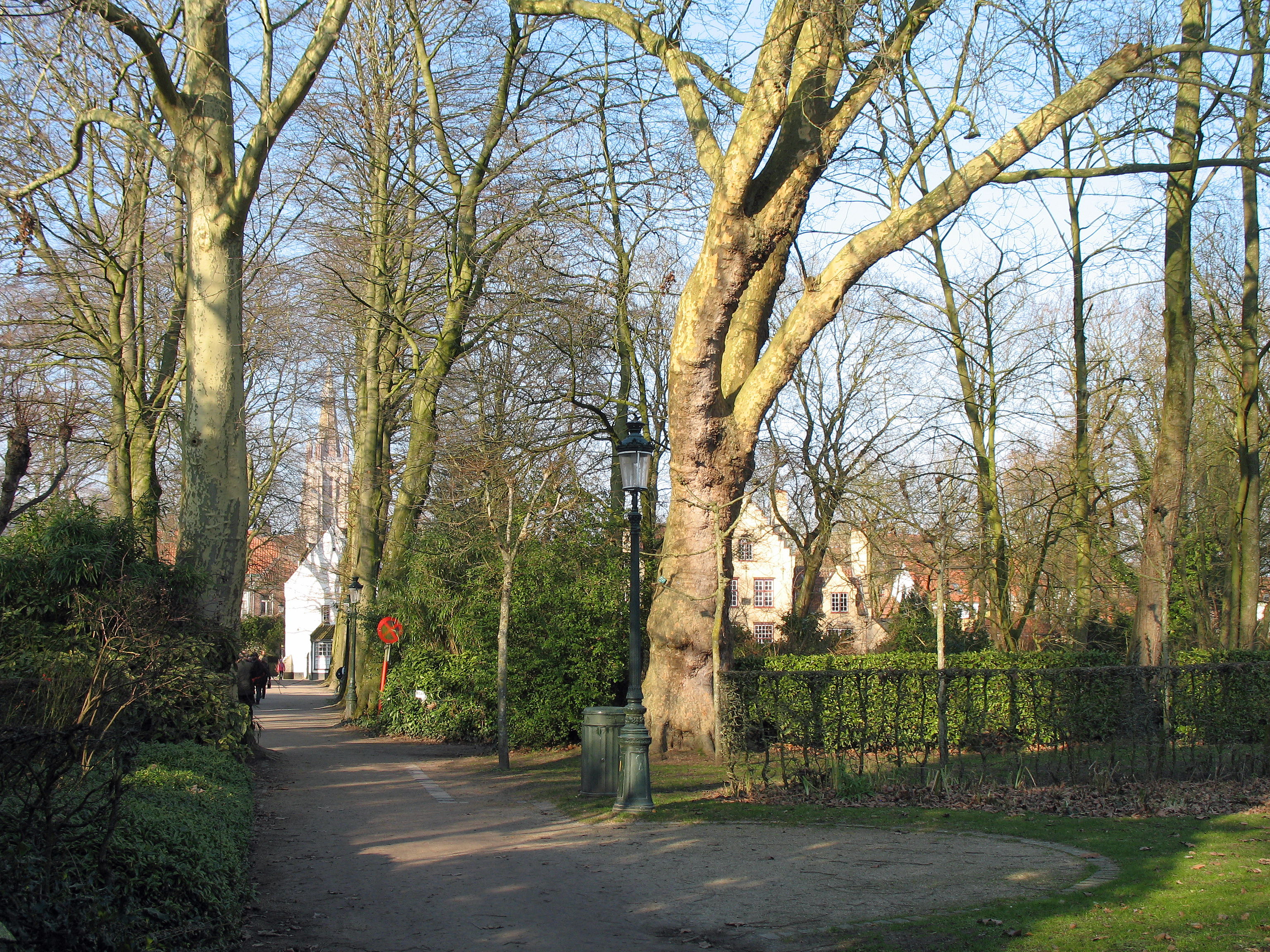
Minnewaterpark
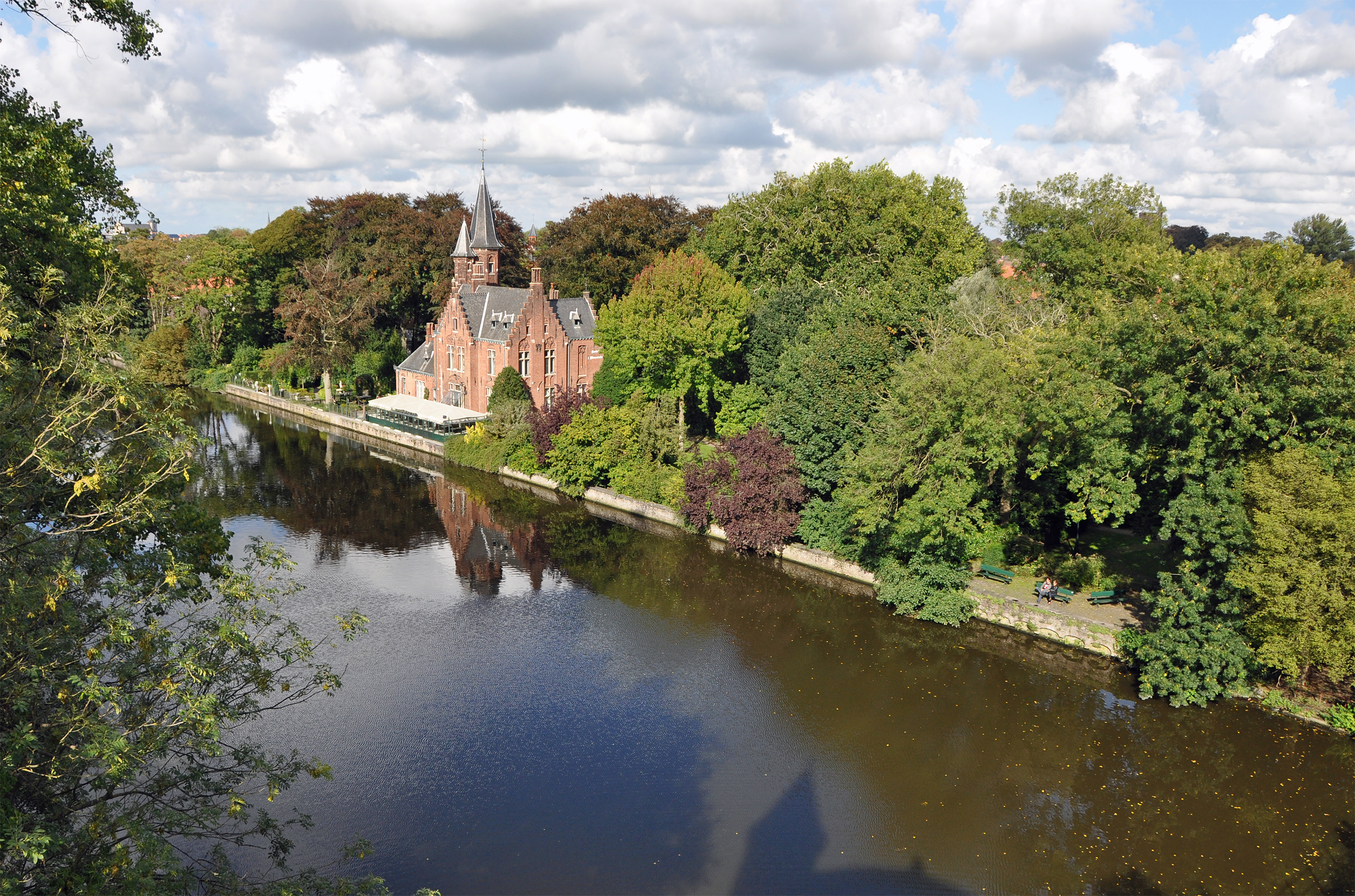
Der Minnewaterpark, vom Pulverturm aus gesehen
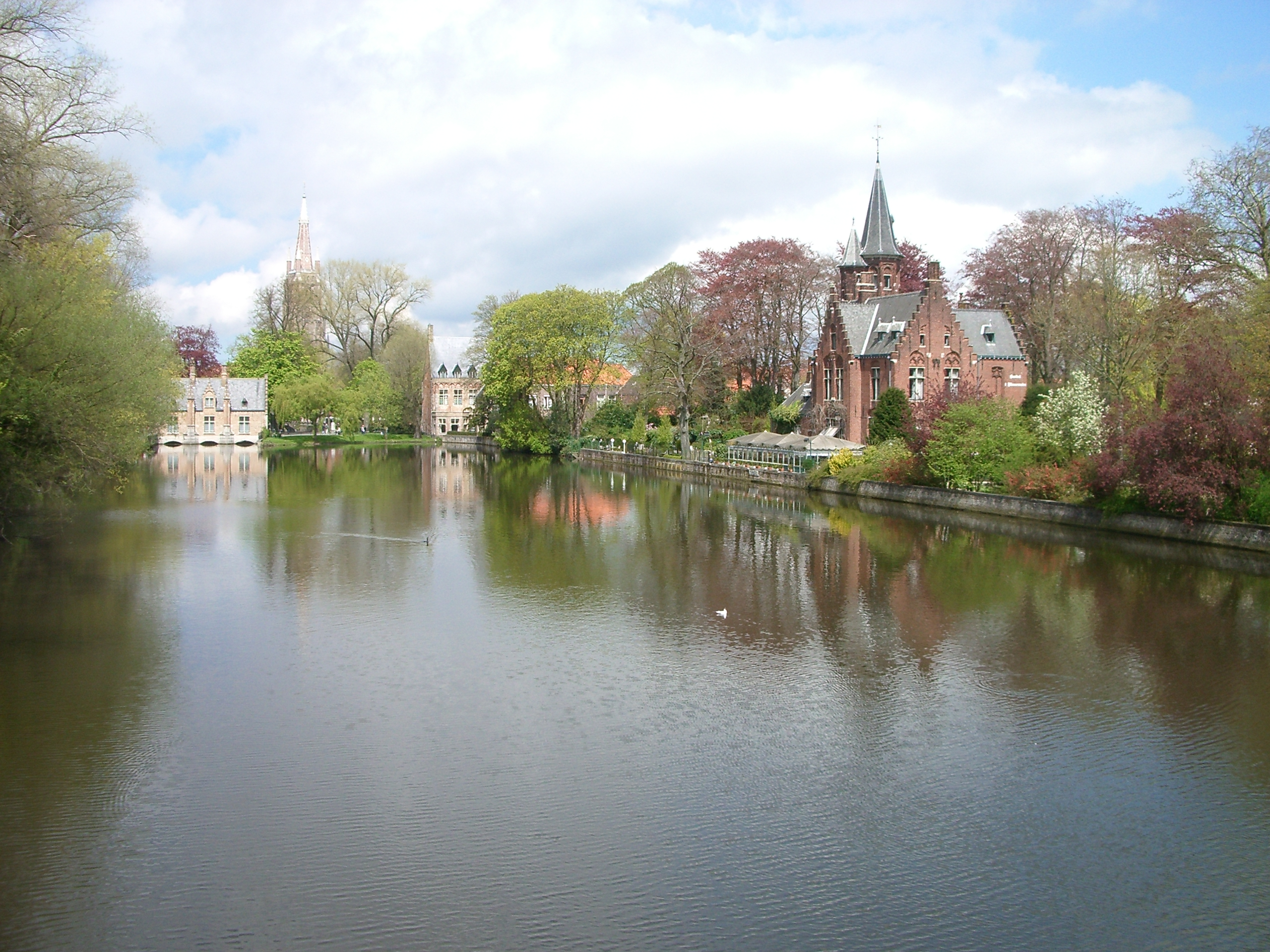
Das Minnewater beim Minnewaterpark